# Kool Moe Dee
Mohandas Dewese (nacido el 8 de agosto de 1962), más conocido como Kool Moe Dee, es un rapero de old school que saltó a la fama a finales de los 80 y principios de los 90.
En el instituto, a finales de los 70, conoció a Special K y DJ Easy Lee, y formaron el influencial grupo de hip hop Treacherous Three. Fue con este grupo con el que Kool Moe Dee perfeccionó su freestyle, teniendo varias batallas de rap con el rapero fiestero Busy Bee Starski, de las primeras en la historia del hip hop. En 1986, Kool comenzó su carrera en solitario grabando su álbum de debut I'm Kool Moe Dee.
También es conocido por sus disputas con LL Cool J, demandando que le robó su estilo de rapear. En la portada del álbum How Ya Like Me Now de Kool Moe Dee de 1987, aparece un sombrero rojo Kangol (marca registrada de LL Cool J) siendo aplastado por la rueda de un Jeep.
Su canción "I Go To Work" del álbum Knowledge Is King es considerada por varios como el pináculo de su carrera, en parte gracias a la alta velocidad y energía, y por su complicada letra.
Kool Moe Dee también apareció en el "Wild Wild West" de Will Smith, donde realiza los coros al igual que en su sencillo de 1987 de mismo nombre.

## Discografía
- I'm Kool Moe Dee (1986)
- How Ya Like Me Now (1987)
- Knowledge Is King (1989)
- Funke, Funke Wisdom (1991)
- Greatest Hits (1993)
- Interlude (1994)
- Jive Collection Volume 2: Kool Moe Dee (1995)